# Балтийский сельсовет (Ставропольский край)
Балтийский сельсовет — упразднённое муниципальное образование в составе Курcкого района Ставропольского края.
Административный центр — посёлок Балтийский

## География
Сельское поселение находится на юго-западе Курского района. На западе граничит с землями Прохладненского района Кабардино-Балкарии, на юге с землями Моздокского района Северной Осетии.

## История
С 16 марта 2020 года, в соответствии с Законом Ставропольского края от 31 января 2020 г. № 9-кз, все муниципальные образования Курского муниципального района были преобразованы путём их объединения в единое муниципальное образование Курский муниципальный округ.

## Население
| 1989  | 2002  | 2010  | 2011  | 2012  | 2013  | 2014  | 2015  | 2016  |
| ----- | ----- | ----- | ----- | ----- | ----- | ----- | ----- | ----- |
| 1863  | ↗2052 | ↘1925 | ↗1926 | ↘1887 | ↘1873 | ↘1849 | →1849 | ↗1874 |
| 2017  | 2018  | 2019  | 2020  |       |       |       |       |       |
| ↗1877 | ↗1889 | ↘1847 | ↘1840 |       |       |       |       |       |

### Национальный состав
По итогам переписи населения 2010 года проживали следующие национальности (национальности менее 1 %, см. в сноске к строке "Другие"):
| Национальность | Численность | Процент |
| -------------- | ----------- | ------- |
| Русские        | 1465        | 76,10   |
| Армяне         | 100         | 5,19    |
| Табасараны     | 89          | 4,62    |
| Турки          | 85          | 4,42    |
| Осетины        | 28          | 1,45    |
| Ингуши         | 23          | 1,19    |
| Чеченцы        | 21          | 1,09    |
| Другие         | 114         | 5,92    |
| Итого          | 1925        | 100,00  |

## Состав сельского поселения
| № | Населённый пункт | Тип населённого пункта          | Население |
| - | ---------------- | ------------------------------- | --------- |
| 1 | Балтийский       | посёлок, административный центр | ↗1702     |
| 2 | Новобалтийский   | посёлок                         | ↘12       |
| 3 | Правобережный    | посёлок                         | ↘43       |
| 4 | Трудовой         | посёлок                         | ↘155      |